# Леонидовка (село, Пензенская область)
 Леонидовка  — село Пензенского района Пензенской области. Входит в состав Леонидовского сельсовета.

## География
Находится в центральной части Пензенской области на расстоянии приблизительно 10 км на восток от областного центра города Пенза.

## История
Поселено в первой половине XIX века. Недалеко от села в 1874 году основана одноименная железнодорожная станция. В 1864-77 годы при деревне имелись винокуренный завод, паровая мельница, солодовня. В 1910 году – деревня Чемодановской волости Городищенского уезда, 83 двора, земская школа, 2 водяные мельницы, 4 валяльных заведения, кирпичный сарай, 2 лавки, винокуренный завод Смирнова. В 1930 году 110 хозяйств. В 1955 году – центральная усадьба колхоза «Свобода». В 2004 году – 5 хозяйств, 6 жителей.

## Население
| 1864 | 1877 | 1911 | 1926 | 1930 | 1939 | 1959 |
| ---- | ---- | ---- | ---- | ---- | ---- | ---- |
| 350  | ↗419 | ↗563 | ↘529 | ↗635 | ↘394 | ↗557 |
| 1979 | 1989 | 1996 | 2002 | 2010 |      |      |
| ↘106 | ↘35  | ↘16  | ↘7   | ↗8   |      |      |